# Доходный дом Хакмана
Доходный дом Хакмана — первоначально жилое, а позднее — административное здание в Выборге, построенное в конце XIX века по проекту архитектора Фредрика Теслева. Расположенный на углу улиц Северный Вал и Водной Заставы в центре города Выборга четырёхэтажный дом в стиле неоренессанс включён в перечень памятников архитектуры.

## История
Зажиточный предприниматель Вильгельм Хакман из немецкого рода, происходившего из Бремена, председатель выборгского городского правления, был широко известен не только своей торговой и промышленной деятельностью, но и благотворительностью. Для строительства доходного дома на угловом участке по соседству с домом Стюнкеля он привлёк родственника жены, архитектора Фредрика Теслева, который в 1897 году и разработал проект здания. Построенный в 1898 году четырёхэтажный дом занял важное место в морском фасаде средневековых кварталов города. Внимание привлекает видный издалека угловой эркер на уровне третьего и четвёртого этажей, прямоугольный в плане. Он завершался своеобразным куполом. В числе других элементов декора фасада, заимствованных архитектором у мастеров шведско-немецкого Возрождения: два треугольных щипца, возвышающихся над крышей со стороны улицы Северный Вал, лепные растительные украшения, а также пилястры на уровне двух верхних этажей. Стены, обращённые во двор, гладко оштукатурены и лишены украшений. Для отделки нижних этажей применена рустовка. Парадный вход со стороны набережной оформлен колоннами.
Все помещения были предназначены под жильё. Через несколько лет после окончания строительства был снесён старый дом Хакманов в соседнем квартале: на его месте возвели внушительный «Гранитный дворец». Но и после его заселения одна из квартир в доходном доме оставалась за Хакманами. Городская усадьба Хакманов включала также дворовое помещение конюшни и построенный в XVIII веке одноэтажный дом, в котором по инициативе Вильгельма Хакмана был открыт читальный зал.
По итогам советско-финских войн (1939—1944) Хакманы покинули Выборг, но основанная ими компания «Хакман» продолжала действовать в Финляндии. После ремонта и устранения относительно малозначительных повреждений военного времени в бывшем доходном доме Хакмана разместился штаб 30-го гвардейского стрелкового корпуса. Несмотря на утрату некоторых элементов фасадного декора, в целом здание находилось в удовлетворительном состоянии, сохранялся ряд элементов интерьера, в том числе камины.
В 1998 году корпус был расформирован, и после освобождения помещений здание стало ветшать. По решению районной администрации, принятому в 2003 году, на фасаде в 2004 году была установлена памятная доска с надписью:

В этом здании в 1945—1998 годах располагался штаб 30-го гвардейского армейского общевойскового Краснознамённого Ленинградского корпуса. Созданный 30 апреля 1943 года как корпус прорыва, он покрыл себя неувядаемой славой в боях при снятии блокады Ленинграда, в Выборгской наступательной операции и при освобождении Прибалтики.
В честь гвардейского корпуса названа и выборгская набережная, к которой обращён фасад здания.
В 2014 году, после передачи здания бывшего штаба корпуса муниципальным властям, в доме произошёл пожар, уничтоживший крышу, купол эркера, интерьеры и ряд декоративных элементов фасада. В 2020 году выдвинуто предложение о приспособлении здания под размещение школы. В ноябре 2022 года дом получил статус объекта культурного наследия регионального значения.